# يو إف سي 278
يو إف سي 278: عثمان ضد إدواردز 2 (بالإنجليزية: UFC 278: Usman vs. Edwards 2)‏ كان حدثا لفنون القتال المختلطة نظمته يو إف سي أقيم في 20 أغسطس 2022 في فيفينت أرينا في سولت ليك، يوتا، الولايات المتحدة.

## النتائج
1. ↑  على لقب يو إف سي لوزن الويلتر.
2. ↑  تم خصم نقطة واحدة من سالدانا في الجولة الأولى بسبب ضربة ركبة غير شرعية.

المصدر: 

## الجوائز الإضافية
حصل المقاتلون التاليون على مكافآت بقيمة 50،000 دولار.
- قتال الليل: باولو كوستا ضد لوك روكهولد
- أداء الليل: ليون إدواردز وفيكتور ألتاميرانو